# Tiahuanaco
La cultura Tiahuanaco (o Tiwanaku) fu un'importante civiltà precolombiana il cui territorio si estendeva attorno alle frontiere degli attuali stati di Bolivia, Perù e Cile. Prende il nome dalle rovine dell'antica città omonima, nei pressi della sponda sud-orientale del lago Titicaca e approssimativamente 72 km a ovest di La Paz, sede del governo della Bolivia (la capitale formale dello Stato è Sucre). Alcune ipotesi sul nome, affermano che derivi dall'aymara Taypikala. Tiahuanaco è molto più grande di quel che si è scoperto finora. Grazie ad uno studio con immagini satellitari e droni sembra che essa abbia una superficie almeno doppia rispetto a quella finora nota. Lo studio è stato voluto dall'UNESCO.

## La civiltà, il territorio e la città

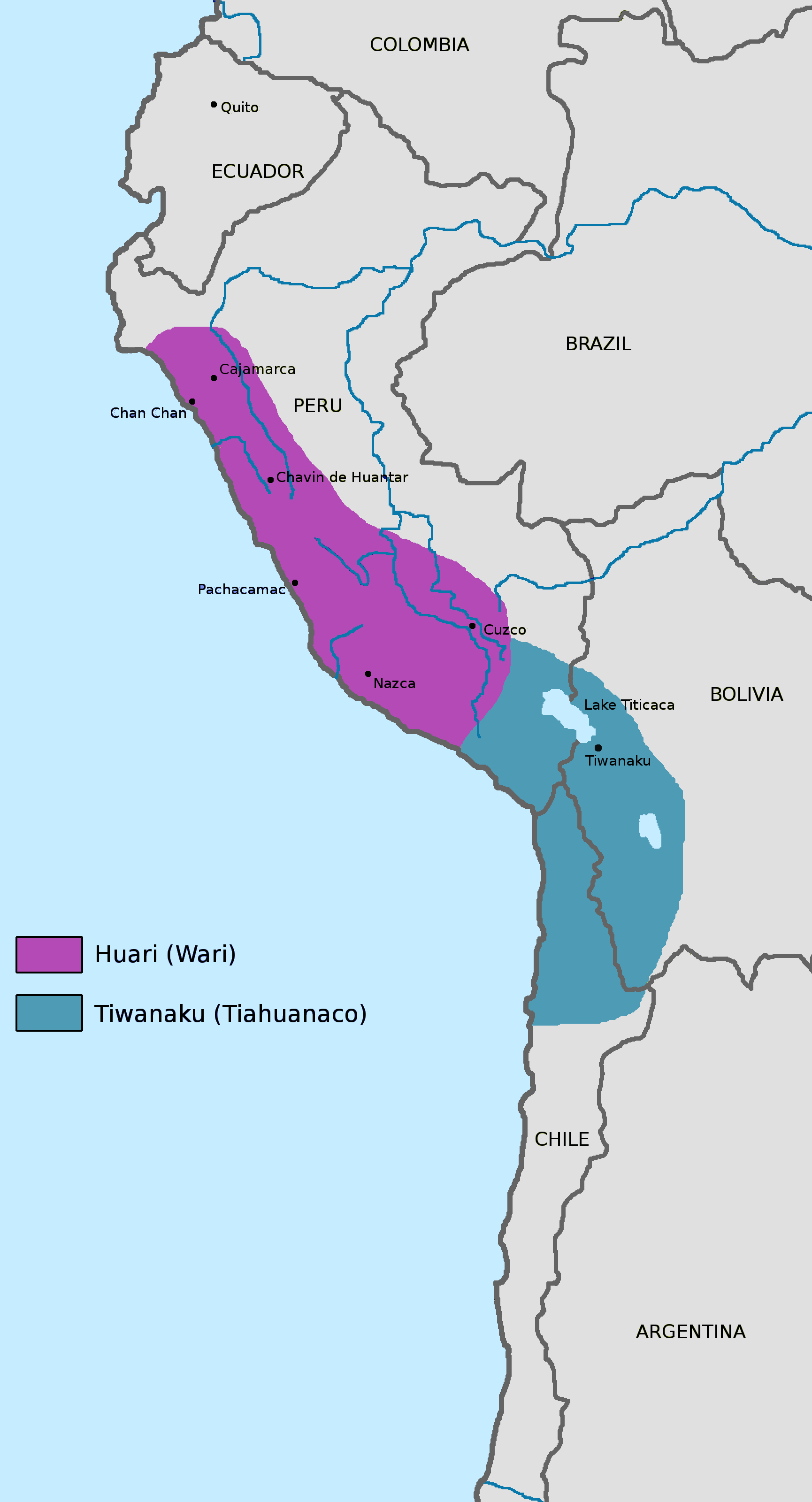
Espansione delle culture Huari e Tiahuanaco.

La civiltà Tiahuanaco fu contemporanea di quella Huari, che si trovava a nord di quella Tiahuanaco, condividendone molti aspetti, in particolare dal punto di vista artistico. Tuttavia i contatti tra le due culture sembrano essere stati limitati ad un periodo di 50 anni, durante i quali vi furono sporadiche scaramucce riguardanti una miniera occupata per prima dai Tiahuanaco. La miniera delimitava il confine tra le sfere di influenza delle due culture e gli Huari tentarono, senza successo, di assicurarsela tutta per loro.
Il declino di questa civiltà sembra sia causato dall'invasione di popolazioni dal sud o nella perdita di fede nella religione predominante. Il collasso dei Tiahuanaco influenzò la crescita dei sette regni Aymara, gli stati più potenti dell'area. Tutto il territorio fu conquistato, attorno al XV secolo, dagli Inca e annessi all'impero noto come Tahuantinsuyo. La regione occupata dai Tiahuanaco venne annessa alla provincia nota come Qulla Suyo, la provincia dell'est.
Il territorio fu fondato approssimativamente attorno al 200 a.C., come una piccola città e crebbe tra il IV ed il VI secolo, conseguendo un importante potere regionale nel sud delle Ande.
Nella sua massima estensione la città copriva 6 km² e ospitava circa 40.000 abitanti.
Una sua caratteristica sono gli enormi monoliti di circa 10 tonnellate che si possono ancora ammirare nelle rovine dell'antica città.
Il declino iniziò attorno al 950 fino al collasso completo attorno al 1100, quando il centro cerimoniale venne abbandonato. L'area circostante non fu però abbandonata completamente, ma lo stile artistico caratteristico cadde assieme agli altri aspetti della cultura.
Non vi sono prove che la civiltà Tiahuanaco utilizzasse la scrittura.

## La Porta del Sole
La Porta del Sole di Tiahuanaco fu ricavata da un unico blocco di andesite sul quale vennero incisi rilievi, principalmente nella sezione trasversale collocata sopra il vano della porta, lungo 1,40 metri.
Il rilievo centrale mostra il "dio dei bastoni", una figura armata di due scettri a forma di serpente, attorniata da altre 48 figure alate, di cui 32 con volto umano e 16 recanti la testa di un condor.
La Porta del Sole venne così chiamata perché posizionandosi davanti ad essa all'inizio della primavera si può osservare che il sole sorge esattamente sopra la metà della porta.
Una teoria sostiene che le 48 figure ricavate nella pietra rappresentino lo schema base di un calendario che sarebbe servito a determinare ulteriori riferimenti astronomici.

## Tiahuanaco nella cultura di massa
- Nel videogioco Tomb Raider - Legend la protagonista del gioco, l'archeologa Lara Croft, rinviene un altare in pietra decorato nei pressi di un antico tempio appartenente proprio alla civiltà pre-inca dei Tiahuanaco. Questo altare in pietra, secondo Lara, è la chiave per accedere ad Avalon, grazie alla leggendaria spada di Re Artù, Excalibur.
- Nel libro L'origine perduta della scrittrice Matilde Asensi le rovine di Tiahuanaco sono descritte con notevoli particolari per il susseguirsi della trama del romanzo.
- Anche in un'avventura di Topolino[4] si narra di una spedizione sulle Ande, dove la porta del Sole di Tiahuanaco è una porta dimensionale con gli alieni. Questa ipotesi è stata tratta dai libri scritti negli anni '70 dal giornalista francese di archeologia misteriosa Robert Charroux.